# Syndrome pseudobulbaire
 Mise en garde médicale
Un syndrome pseudobulbaire désigne l'ensemble de signes ou symptômes retrouvés lors d'une lésion des neurones moteurs centraux. Il entraîne des troubles semblables à ceux rencontrés lors d'une atteinte du bulbe rachidien.

## Terminologie
Que ce soit en français ou en anglais, la même affection est décrite sous des termes variés :

### En français
- dysarthrie pseudobulbaire
- mutisme pseudobulbaire
- paralysie pseudobulbaire
- syndrome pseudobulbaire

### En anglais
- Pseudobulbar dysarthria
- Pseudobulbar mutism
- Pseudobulbar palsies
- Pseudobulbar paralyses
- Pseudobulbar paralysis
- Pseudobulbar pareses
- Pseudobulbar paresis
- Pseudobulbar syndrome
- Spastic bulbar palsy

## Sémiologie
On retrouve le ou les signes d'atteinte bulbaire suivants :
- rires et pleurs spasmodiques ;
- troubles de la déglutition ;
- troubles de la phonation (voix nasonnée) ;
- diminution de la mobilité de la langue ;
- abolition du réflexe du voile du palais ;
- marche à petits pas.

## Physiopathologie
Le syndrome pseudobulbaire est retrouvé lorsqu'il y a atteinte bilatérale des faisceaux pyramidaux corticobulbaires (faisceaux géniculés), provoquant une paralysie des muscles innervés par le bulbe.

## Étiologie
- État lacunaire
- Paralysie supranucléaire progressive (PSP ou maladie de Steele-Richardson-Olzewsky)
- Sclérose en plaques
- Sclérose latérale amyotrophique (SLA) : atteinte pseudobulbaire et bulbaire
- Accident vasculaire du tronc cérébral (accident ischémique constitué du tronc cérébral)
- Hypoglycémie : manifestation chronique

## Traitement
Les antidépresseurs inhibiteurs de la recapture de la sérotonine et de la noradrénaline (IRSNa) et les tricycliques ont été proposés hors AMM.
L'association dextromethorphan/quinidine (en) (Nuedexta) a été autorisée par la Food and Drug Administration le 30 avril 2010, et par l'Agence européenne des médicaments (AEM) le 24 juin 2013.